# Platysenta luxa
Platysenta luxa là một loài bướm đêm trong họ Noctuidae.